# Kamilavkion
Le kamilavkion (du grec καμιλαύκιον) est un couvre-chef cylindrique, généralement de couleur noire, porté par les moines orthodoxes ou catholiques-orientaux, pouvant être recouvert d'un koukoulion (κουκούλιον : voile blanc ou noir), lorsqu'ils remplissent des fonctions dans la hiérarchie ecclésiastique (hiérodiacres, higoumènes, évêques, métropolites, patriarches). Le kamilavkion est aussi porté par les prêtres.

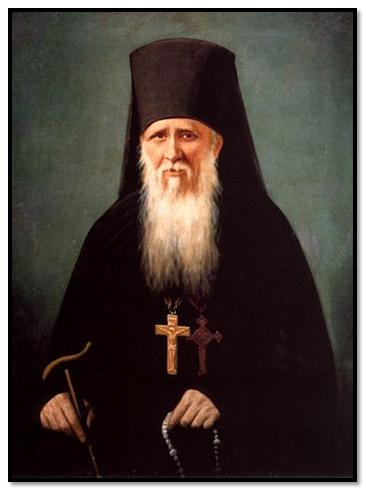
Le moine Ambroise d'Optina (1812-1891), saint de l'Église orthodoxe russe, portant le kamilavkion à la russe, conique et élargi en haut, avec le voile koukoulion, formant le klobouk.

## Historique

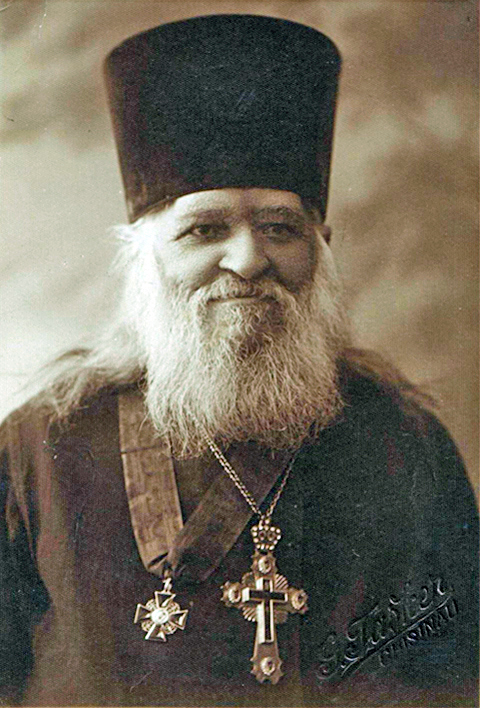
Pope coiffé d'un kamilavkion à la russe, élargi vers le haut.

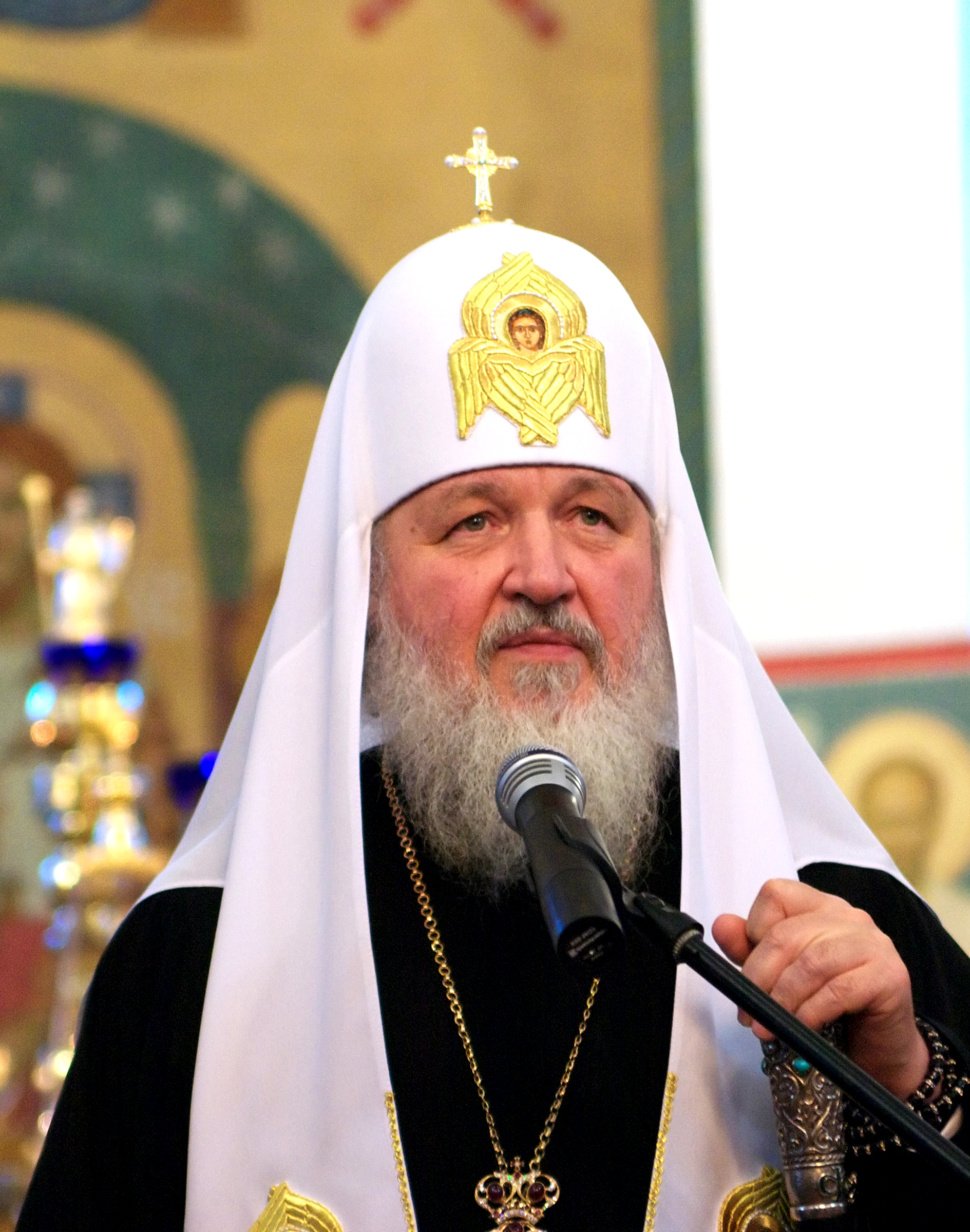
Le patriarche Cyrille de Moscou coiffé d'un klobouk spécifique sans kamilavkion.

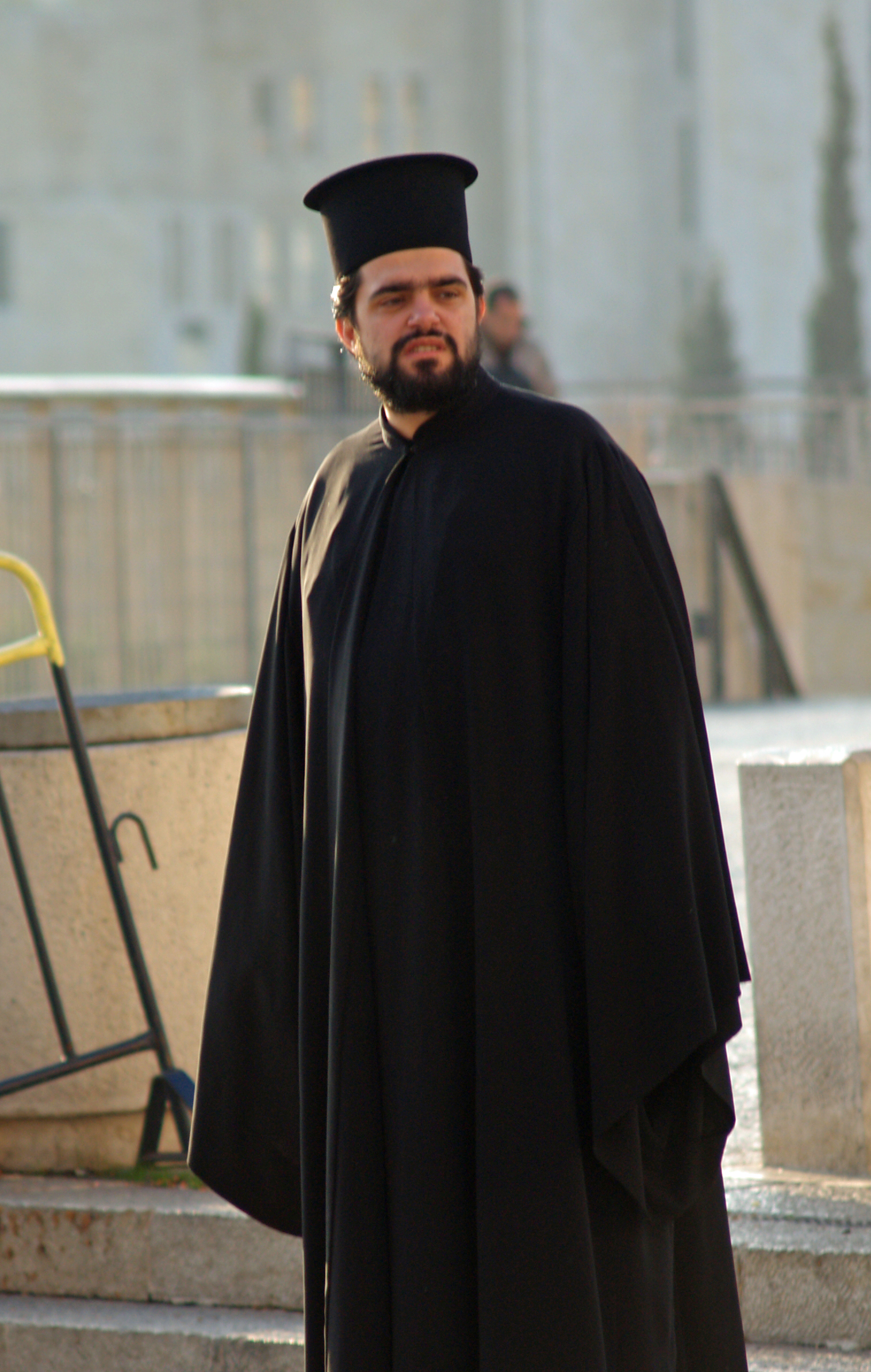
Prêtre grec-orthodoxe à Jérusalem portant un kamilavkion à la grecque, cylindrique et au bord supérieur élargi.

Selon une hypothèse non-confirmée par les sources écrites ou iconographiques, ce couvre-chef aurait été, en Égypte et « Terre-sainte », porté par les premiers ermites du désert pour se protéger du soleil et aurait été en poil de chameau (grec κάμηλος, kamilos) : c'est aussi l'étymologie du camauro de l'Église latine qui provient du latin camellacium parfois francisé en « chamilauque ». Mais une autre hypothèse est qu'il peut s'agir d'une déformation du grec καλυμμαύχιον ou καλυμαύχι (kalymmavheion ou kalymavhi signifiant « ombreux » et aussi appelé skiadion, du grec σκιά, ombre).
Initialement en feutre, le kamilavkion, porté à partir du XVe siècle par les protodiacres orthodoxes, est attribué aux prêtres de l'Église orthodoxe grecque dès l'ordination, mais pour les hiérarques, on adopte progressivement des étoffes de prix et on y appose des symboles (croix, ailes de séraphins, mandorles).
Le kamilavkion se répand en Russie dans la seconde moitié du XVIIe siècle, sous le nom de kamilavka (en russe, камилавка) et remplace le skouphos qui devient une coiffure pour les tâches ordinaires. Il est conique et évasé vers le haut, mais n'a pas de bord supérieur élargi, comme chez les Grecs.

## Spécificités
Aujourd'hui les moines russes portent pendant les offices liturgiques le klobouk, c'est-à-dire le voile koukoulion (russe куколь) recouvrant la kamilavka. Les prêtres séculiers, qui ne sont pas donc pas moines, portent une kamilavka violette. Ils ne la portent pendant les offices qu'à certains moments. Quant au Patriarche de Moscou, il porte un klobouk formé d'une calotte hémisphérique surmontée d'une croix, recouverte d'un koukoulion blanc tombant sur les épaules.
La symbolique religieuse de cette coiffure dans les Églises orientales est celle de la couronne d'épines du Christ. Cependant le kamilavkion n'est pas apprécié par les moines vieux-croyants qui y voient un ornement inutile et ne le portent pas.

## Source
- (ru) Cet article est partiellement ou en totalité issu de l’article de Wikipédia en russe intitulé « Камилавка » (voir la liste des auteurs).

1. ↑  Constantin V. Skoutéris, L'église orthodoxe, .